# 영강 강씨
영강 강씨(永康康氏)는 황해남도 강령군을 본관으로 하는 한국의 성씨이다.
시조 강증(康拯)은 고려 예종 때 병마판관(兵馬判官)을 지냈는데 여진정벌(女眞征伐)에 공이 있어 벼슬이 평장사(平章事)에 이르렀다.

## 역사
시조 강증(康拯, 1049년 ~ 1120년)은 고려 서해도(西海道) 영강현(永康縣) 사람이다. 조부 강인우(康仁祐)가 나라에 봉사하다 죽었으므로 예에 따라 양온사(良醞史)로 임명되어 10년 동안 관리로 근무했다. 군기주부동정(軍器注簿同正)으로 승진한 후 영인진판관(寧仁鎭判官)·진명도부서부사(鎭溟都部署副使)로 있으면서 여진(女眞)과 교전하여 여러 차례 전공을 세웠다. 1097년(숙종 2) 감찰어사로 임명되었고 뒤에 동북면병마판관(東北面兵馬判官)으로 있으면서, 다시 동여진과 능도(菱島)에서 싸워 적병 48명의 목을 베어 바치니 비단 열 필을 하사받고 전중시어사(殿中侍御史)로 승진되었다. 1105년 예종이 즉위하자 지어사대사(知御史臺事)가 되었는데, 윤관(尹瓘)이 여진을 정벌할 때 강증이 좌군지병마사(左軍知兵馬事)로 종군하여 전공을 세웠으므로 좌산기상시(左散騎常侍)로 임명되었다. 1111년에는 서북면병마사, 1112년 어사대부(御史大夫), 1113년 형부상서가 되고, 호부상서 삼사사(戶部尙書三司使)를 거쳐 지추밀원사가 되었다. 1114년 상서좌복야 추밀원사 판삼사사(尙書左僕射樞密院使判三司事)를 역임한 뒤, 1116년에는 수사공 참지정사판상서형부사 겸 태자소부(守司空參知政事判尙書刑部事兼太子少傅)가 되고, 1117년 중서시랑평장사(中書侍郎平章事)에 올라 사직했다. 시호는 경양(景襄)이다.
아들 강복여(康福輿)는 고려 인종~의종 때 호부낭중(戶部郞中)·판소부감사(判少府監事)를 역임한 관료이다. 1135년(인종 13년) 10월에는 금나라에 회례사(廻禮使)로 파견되기도 하였다. 그의 딸은 대부 소경(大府少卿)을 지낸 예천 임씨(醴泉林氏) 임경식(林景軾)과 결혼하였다.

## 본관
영강현(永康縣)은 황해남도 강령군 일대의 고려시대 지명이다. 본래 고구려의 부진이(付珍伊)인데, 고려에서 영강(永康)으로 고치어, 현종(顯宗) 9년에 옹진현(甕津縣) 임내에 붙이었다가, 예종(睿宗) 때 비로소 감무(監務)를 두었다. 1414년(태종 14)에 장연(長淵)과 병합해 연강이라 하였으나 곧 영강으로 복구했고, 1428년(세종 10) 백령(白翎)을 병합해 강령현(康翎縣)으로 개편하였다. 세종실록지리지에 강령현의 토성(土姓)으로 강(康)·팽(彭) 2성이 기록되어 있다. 1896년에 황해도 강령군(康翎郡)이 되었다가, 1909년 일부 지역이 옹진군에 병합되었다. 1952년 12월 조선민주주의인민공화국의 행정구역 개편 때 옹진군과 벽성군의 일부를 분리하여 황해도 강령군을 신설하였다.

## 분파
영강 강씨(永康 康氏)는 강령 강씨(康翎 康氏)라고도 한다.
분적한 본관으로는 임실 강씨(任實 康氏)가 있는데 시조는 조선 태종 때인 1408년에 별시문과 병과 급제하여 평안도 박천군수(平安道 博川郡守)를 지낸 강리(康理)이다.

## 인구
- 2000년 영강 강씨 (639가구 2,082명) + 강령 강씨 (305가구 955명) = 3,037명